# Ídolos (6.ª edição)
A sexta edição do Ídolos em Portugal, estreou a 12 de abril de 2015 na SIC, três anos após o término da edição anterior, decorrida em 2012. A apresentação ficou a cargo de João Manzarra.

## Mecânica do programa
Numa fase inicial, são efetuadas audições em diversas cidades do país. Esta fase é livre, ou seja, qualquer pessoa com idade entre 16 e 28 anos pode inscrever-se. Para este primeiro casting, o concorrente pode preparar duas músicas, uma em português e outra em inglês, para apresentar ao quadro de jurados. O júri decide então se o concorrente passa ou não à fase seguinte. É de referir que as músicas podem ser interpretadas a cappella ou acompanhadas de um instrumento musical, tocado ao vivo pelo concorrente.
- Na 1.ª Fase do Teatro, os selecionados do 1.º casting reúnem-se num auditório. Divididos por grupos de cerca de dez concorrentes, sobem ao palco e cantam a cappella uma música à sua escolha. O júri, de seguida, pondera acerca da prestação de cada concorrente. Apenas alguns poderão avançar para a fase seguinte.
- Na Fase de Grupos, também realizada igualmente em auditório, os concorrentes que avançaram na 1.ª fase do teatro dividem-se em grupos de três. Nesta fase, a produção do programa seleciona algumas músicas para que cada grupo escolha, ensaie e intérprete uma delas (à escolha), bem como a preparação de uma coreografia que envolva todos os elementos do grupo, para mais tarde apresentar ao júri; de seguida, este discute acerca da prestação de cada elemento do grupo, para chegar a um consenso acerca do futuro de cada concorrente no programa.
- A Fase do Piano, realizada igualmente em auditório consiste no seguinte: os concorrentes que prosseguiram na fase de grupos cantam agora uma canção, individualmente, acompanhados apenas por piano ou por um instrumento por eles tocado. As canções devem fazer parte de uma lista escolhida previamente pela produção do programa.
- Na fase de Prova de Fogo, os concorrentes apurados na fase do piano atuam novamente, com uma banda ao vivo, no MEO Arena, para de seguida se encontrar com o júri. Neste confronto, o júri dialoga com o concorrente acerca do seu percurso no Ídolos. Desta fase restam os 12 concorrentes apurados para a 1.ª gala ao vivo.
- Na fase de Galas, os concorrentes atuam individualmente e, no final da noite, o menos votado pelo público é eliminado da competição. Desde a 1ª Gala, e até à gala com o "Top 4", o júri tem a possibilidade de, apenas uma vez, resgatar o concorrente menos votado. No entanto, quando esse poder é utilizado, na gala seguinte são eliminados dois concorrentes, sendo eles os dois menos votados pelo público.

## Júri
- Pedro Boucherie Mendes
- Maria João Bastos
- Paulo Ventura

## Concorrentes
| Concorrente       | Idade | Localidade        | Eliminação                      |
| ----------------- | ----- | ----------------- | ------------------------------- |
| João Couto        | 19    | Vila Nova de Gaia | Gala Final: 1.º Lugar           |
| Sara Martins      | 18    | Barcelos          | Gala Final: 2.º Lugar           |
| Paulo Sousa       | 23    | Miranda do Corvo  | Gala Final: 3.º Lugar           |
| Luís Travassos    | 24    | Coimbra           | 9.ª Gala - 16 de agosto de 2015 |
| Rita Nascimento   | 25    | Figueira da Foz   | 8.ª Gala - 9 de agosto de 2015  |
| Carolina Bernardo | 15    | Lisboa            | 7.ª Gala - 2 de agosto de 2015  |
| Miguel M. Santos  | 22    | Lisboa            | 6.ª Gala - 26 de julho de 2015  |
| Mafalda Portela   | 27    | Porto             | 5.ª Gala - 19 de julho de 2015  |
| Mário Pedrosa     | 20    | Paredes           | 4.ª Gala - 12 de julho de 2015  |
| Albert "Tinho"    | 24    | Évora             | 3.ª Gala - 5 de julho de 2015   |
| Gonçalo Santos    | 18    | Lisboa            | 3.ª Gala - 5 de julho de 2015   |
| Andresa Tavares   | 20    | Cacém             | 1.ª Gala - 21 de junho de 2015  |

## Galas

### 1.ª Gala – Top 12("Isto Sou Eu")
- Convidado: Diogo Piçarra - "Verdadeiro" [2]

| Ordem | Concorrente       | Canção                   | Resultado     |
| ----- | ----------------- | ------------------------ | ------------- |
| 1     | Albert "Tinho"    | "It's My Life"           | Salvo         |
| 2     | Miguel M. Santos  | "Porto Côvo"             | Salvo         |
| 3     | João Couto        | "Englishman in New York" | Salvo         |
| 4     | Sara Martins      | "Take Me to Church"      | Salva         |
| 5     | Rita Nascimento   | "Superstition"           | Menos Votados |
| 6     | Luís Travassos    | "O Tasco da Mouraria"    | Salvo         |
| 7     | Andresa Tavares   | "One Last Time"          | Eliminada     |
| 8     | Mário Pedrosa     | "Haja o que Houver"      | Salvo         |
| 9     | Mafalda Portela   | "Human"                  | Salva         |
| 10    | Gonçalo Santos    | "Glory Box"              | Menos Votados |
| 11    | Paulo Sousa       | "Fix You"                | Salvo         |
| 12    | Carolina Bernardo | "Best Thing I Never Had" | Salva         |

### 2.ª Gala – Top 11("Cinema")
- Convidado: MIMICAT - "Tell Me Why" [3]

| Ordem | Concorrente       | Canção                  | Filme                                 | Resultado     |
| ----- | ----------------- | ----------------------- | ------------------------------------- | ------------- |
| 1     | Carolina Bernardo | "My Heart Will Go On"   | Titanic                               | Menos Votados |
| 2     | Mário Pedrosa     | "Gone, Gone, Gone"      | O Fantástico Homem-Aranha 2           | Salvo         |
| 3     | Paulo Sousa       | Angel                   | Cidade dos Anjos                      | Salvo         |
| 4     | Mafalda Portela   | "Bring Me to Life"      | Demolidor - O Homem sem Medo          | Salva         |
| 5     | João Couto        | "She"                   | Notting Hill                          | Salvo         |
| 6     | Luís Travassos    | "Mundo ao Contrário"    | Sorte Nula                            | Salvo         |
| 7     | Sara Martins      | "Yellow Flicker Beat"   | The Hunger Games: A Revolta - Parte 1 | Salva         |
| 8     | Miguel M. Santos  | "See You Again"         | Velocidade Furiosa 7                  | Menos Votados |
| 9     | Albert "Tinho"    | "Happy"                 | Gru - O Maldisposto 2                 | Salvo         |
| 10    | Rita Nascimento   | "There You'll Be"       | Pearl Harbor                          | Salva         |
| 11    | Gonçalo Santos    | "The Blower's Daughter" | Closer - Perto Demais                 | Salvo         |

### 3.ª Gala – Top 11("Festivais de Verão")
- Convidado: Richie Campbell - "Best Friend"; HMB - "Naptel Xulima" [4]

| Ordem | Concorrente       | Canção                  | Resultado     |
| ----- | ----------------- | ----------------------- | ------------- |
| 1     | Sara Martins      | "Dog Days Are Over"     | Menos votados |
| 2     | Paulo Sousa       | "Hold Back The River"   | Salvo         |
| 3     | Carolina Bernardo | "Titanium"              | Salva         |
| 4     | Miguel M. Santos  | "I Will Wait"           | Salvo         |
| 5     | Mafalda Portela   | "Dark Horse"            | Salva         |
| 6     | João Couto        | "Do I Wanna Know?"      | Salvo         |
| 7     | Gonçalo Santos    | "Numb"                  | Eliminado     |
| 8     | Albert "Tinho"    | "Raggamuffin"           | Eliminado     |
| 9     | Rita Nascimento   | "I Try"                 | Salva         |
| 10    | Luís Travassos    | "Amiga da Minha Mulher" | Salvo         |
| 11    | Mário Pedrosa     | "Radioactive"           | Salvo         |

### 4.ª Gala – Top 9("Dedico a…")
- Atuação de grupo (Top 9): "Lean On"
- Convidado: GNR - "Cadeira Elétrica" [5]

| Ordem | Concorrente       | Canção                        | Dedicatória | Resultado     |
| ----- | ----------------- | ----------------------------- | ----------- | ------------- |
| 1     | Mário Pedrosa     | "Ho Hey"                      | Irmã        | Eliminado     |
| 2     | Sara Martins      | "A Pele Que Há em Mim"        | Pais        | Salva         |
| 3     | João Couto        | "Reader's Digest"             | Pais        | Salvo         |
| 4     | Rita Nascimento   | "Caçador de Sóis"             | Mãe         | Menos Votados |
| 5     | Paulo Sousa       | "Lay Me Down"                 | Irmã        | Menos Votados |
| 6     | Mafalda Portela   | "With Ur Love"                | Namorado    | Salva         |
| 7     | Miguel M. Santos  | "Para os Braços da Minha Mãe" | Mãe         | Salvo         |
| 8     | Luís Travassos    | "Maria"                       | Namorada    | Salvo         |
| 9     | Carolina Bernardo | "Your Song"                   | Mãe         | Salva         |

### 5.ª Gala – Top 8("Anos 80")
- Atuação de grupo (Top 8): "Jump (For My Love)"
- Convidado: João Gil & Filipe Pinto - "Loucos de Lisboa" [6]

| Ordem | Concorrente       | Canção                            | Ano  | Resultado     |
| ----- | ----------------- | --------------------------------- | ---- | ------------- |
| 1     | Mafalda Portela   | "Flashdance... What a Feeling"    | 1983 | Eliminada     |
| 2     | João Couto        | "Fast Car"                        | 1988 | Salvo         |
| 3     | Sara Martins      | "Ain't Nobody"                    | 1983 | Salva         |
| 4     | Carolina Bernardo | "Girls Just Want to Have Fun"     | 1983 | Menos Votados |
| 5     | Miguel M. Santos  | Summer of '69                     | 1984 | Menos Votados |
| 6     | Rita Nascimento   | "Alone"                           | 1987 | Salva         |
| 7     | Paulo Sousa       | "Sweet Dreams (Are Made of This)" | 1983 | Salvo         |
| 8     | Luís Travassos    | "Chico Fininho"                   | 1980 | Salvo         |

### 6.ª Gala – Top 7("Guilty Pleasures")
- Convidado: Carolina Deslandes - "Carousel" [7]

| Ordem | Concorrente       | Canção                                    | Resultado     |
| ----- | ----------------- | ----------------------------------------- | ------------- |
| 1     | João Couto        | "Careless Whisper"                        | Salvo         |
| 2     | Luís Travassos    | "Criatura da Noite"                       | Menos Votados |
| 3     | Rita Nascimento   | "One Day in Your Life"                    | Salva         |
| 4     | Sara Martins      | "Wrecking Ball"                           | Salva         |
| 5     | Paulo Sousa       | "...baby one more time"                   | Salvo         |
| 6     | Miguel M. Santos  | "I Want It That Way"                      | Eliminado     |
| 7     | Carolina Bernardo | "Bad Case of Loving You (Doctor, Doctor)" | Menos Votados |

### 7.ª Gala – Top 6("Escolha do Público & Escolha do Júri")
- Convidado: Natiruts - "Sorri, Sou Rei" [8]

| Ordem | Concorrente       | Canção                         | Escolha | Resultado     |
| ----- | ----------------- | ------------------------------ | ------- | ------------- |
| 1     | Luís Travassos    | "Às Vezes"                     | Público | Menos Votados |
| 2     | Carolina Bernardo | "Habits (Stay High)"           | Público | Eliminada     |
| 3     | Sara Martins      | "Love Me like You Do"          | Público | Salva         |
| 4     | João Couto        | "Nothing Really Matters"       | Público | Salvo         |
| 5     | Rita Nascimento   | "Blank Space"                  | Público | Menos Votados |
| 6     | Paulo Sousa       | "Earned It"                    | Público | Salvo         |
|       |                   |                                |         |               |
| 7     | Sara Martins      | "Something's Got a Hold on Me" | Júri    | Salva         |
| 8     | João Couto        | "Blurred Lines"                | Júri    | Salvo         |
| 9     | Paulo Sousa       | "Somebody to Love"             | Júri    | Salvo         |
| 10    | Carolina Bernardo | "Primavera"                    | Júri    | Eliminada     |
| 11    | Luís Travassos    | "La Tortura"                   | Júri    | Menos Votados |
| 12    | Rita Nascimento   | "Everybody Hurts"              | Júri    | Menos Votados |

### 8.ª Gala – Top 5("Madonnavs.Michael Jackson")
- Convidado: Tiago Bettencourt - "Morena" (com o Top 5) [9]

- Nesta gala, o jurado Paulo Ventura ausentou-se por razões profissionais, sendo substituído no painel pelo convidado Tiago Bettencourt.

| Ordem | Concorrente     | Canção                     | Artista         | Resultado     |
| ----- | --------------- | -------------------------- | --------------- | ------------- |
| 1     | Paulo Sousa     | "Man in the Mirror"        | Michael Jackson | Salvo         |
| 2     | Sara Martins    | "I Want You Back"          | Michael Jackson | Menos Votados |
| 3     | Rita Nascimento | "The Way You Make Me Feel" | Michael Jackson | Eliminada     |
| 4     | João Couto      | "Billie Jean"              | Michael Jackson | Salvo         |
| 5     | Luís Travassos  | "Black or White"           | Michael Jackson | Salvo         |
|       |                 |                            |                 |               |
| 6     | João Couto      | "La Isla Bonita"           | Madonna         | Salvo         |
| 7     | Paulo Sousa     | "4 Minutes"                | Madonna         | Salvo         |
| 8     | Rita Nascimento | "Like a Prayer"            | Madonna         | Eliminada     |
| 9     | Luís Travassos  | "HeartBreakCity"           | Madonna         | Salvo         |
| 10    | Sara Martins    | "Sorry"                    | Madonna         | Menos Votados |

### 9.ª Gala – Top 4("Duetos & O Ano em que Eu Nasci")
- Convidado: Agir - "Tempo é Dinheiro" (com o Top 4) ; ÁTOA - "Distância" [10]

| Ordem | Concorrente    | Canção                        | Artista / Ano | Resultado     |
| ----- | -------------- | ----------------------------- | ------------- | ------------- |
| 1     | João Couto     | "Ela Queria"                  | Virgem Suta   | Salvo         |
| 2     | Sara Martins   | "Próxima Estação"             | João Só       | Salva         |
| 3     | Paulo Sousa    | "Amanhecer"                   | Susana Félix  | Menos Votados |
| 4     | Luís Travassos | "O Amor não é Somente o Amor" | Cuca Roseta   | Eliminado     |
|       |                |                               |               |               |
| 5     | Sara Martins   | "Don't Speak"                 | 1996          | Salva         |
| 6     | Luís Travassos | "Nasce Selvagem"              | 1990          | Eliminado     |
| 7     | João Couto     | "Ironic"                      | 1995          | Salvo         |
| 8     | Paulo Sousa    | "Frágil"                      | 1991          | Menos Votados |

### Final – Top 3("Escolha Própria & Canção interpretada numa fase anterior")
- Atuação de grupo (Top 12): "Firestone"
- Atuação de grupo (Top 12 exceto os 3 finalistas): "Don't Stop the Music" / "Only Girl (In the World)" / "Just Dance"
- Convidado: Conchita Wurst - "You Are Unstoppable" ; Boss AC

| Ordem | Concorrente  | Canção                              | Tema            | Resultado |
| ----- | ------------ | ----------------------------------- | --------------- | --------- |
| 1     | Sara Martins | "Valerie"                           | Escolha própria | 2.º Lugar |
| 2     | João Couto   | "Pica do 7"                         | Escolha própria | 1.º Lugar |
| 3     | Paulo Sousa  | "Cry Me a River" / "Cry Me a River" | Escolha própria | 3.º Lugar |
|       |              |                                     |                 |           |
| 4     | João Couto   | "Englishman in New York"            | 1ª Gala         | 1.º Lugar |
| 5     | Paulo Sousa  | "Just the Way You Are"              | MEO Arena       | 3.º Lugar |
| 6     | Sara Martins | "Yoü and I"                         | MEO Arena       | 2.º Lugar |
|       |              |                                     |                 |           |
| 7     | João Couto   | "Something"                         | Escolha própria | 1.º Lugar |
| 8     | Sara Martins | "Cosmic Love"                       | Escolha própria | 2.º Lugar |

## Resultados
| Gala: | Gala:             | 21/06      | 28/06      | 05/07      | 12/07      | 19/07      | 26/07      | 02/08      | 09/08      | 16/08      | 23/08      |            |
| Lugar | Concorrentes      | Resultados | Resultados | Resultados | Resultados | Resultados | Resultados | Resultados | Resultados | Resultados | Resultados | Resultados |
| 1     | João Couto        |            |            |            |            |            |            |            |            |            | 1.º Lugar  |            |
| 2     | Sara Martins      |            |            | MV         |            |            |            |            | MV         |            | 2.º Lugar  |            |
| 3     | Paulo Sousa       |            |            |            | MV         |            |            |            |            | MV         | 3.º Lugar  |            |
| 4     | Luís Travassos    |            |            |            |            |            | MV         | MV         |            | Eliminado  |            |            |
| 5     | Rita Nascimento   | MV         |            |            | MV         |            |            | MV         | Eliminada  |            |            |            |
| 6     | Carolina Bernardo |            | MV         |            |            | MV         | MV         | Eliminada  |            |            |            |            |
| 7     | Miguel M. Santos  |            | MV         |            |            | MV         | Eliminado  |            |            |            |            |            |
| 8     | Mafalda Portela   |            | Salva      |            |            | Eliminada  |            |            |            |            |            |            |
| 9     | Mário Pedrosa     |            |            |            | Eliminado  |            |            |            |            |            |            |            |
| 10/11 | Albert "Tinho"    |            |            | Eliminado  |            |            |            |            |            |            |            |            |
| 10/11 | Gonçalo Santos    | MV         |            | Eliminado  |            |            |            |            |            |            |            |            |
| 12    | Andresa Tavares   | Eliminada  |            |            |            |            |            |            |            |            |            |            |

| Raparigas | Rapazes | Vencedor(a) |

| Mais votados pelo público | Menos votados pelo público | Eliminado(a) | Salvo(a) pelo Júri |